# 青州之战
青州之战，467年（刘宋泰始三年、北魏天安二年）至469年（刘宋泰始五年，北魏皇兴三年），刘宋与北魏在青州（今山东北部、东部）地区进行的一场争夺战，青州等地尽失于北魏。
467年二月，北魏乘刘宋争权内乱之机，派平东将军长孙陵等率兵开赴青州，征南大将军慕容白曜率领骑兵5万为继援。慕容白曜軍至无盐（今山东东平县东），想要攻打无盐城，部将认为攻具未备，不宜进攻。左司马郦范则认为轻军远袭、深入敌境，对方必以为魏军是为了掠地，而无暇攻城，不会有多少准备，故主张引兵假退，出其不意，突击无盐。慕容白曜依计而行，于三月初一日夜间部署，拂晓时分兵临城下，发起进攻，占领无盐，擒杀刘宋守将、东平郡太守申纂。接者，慕容白曜将攻刘宋肥城（今山东肥城市），郦范指出肥城虽小，但要攻占它也要耗费时日，今无盐已破，不如飞书告谕，纵使不降，也会逃走。慕容白曜同意，肥城守军果然弃城而逃，魏军获粟米30万斛以资军需。继而又攻取垣苗、糜沟二城（今山东西部），一旬之中连克四城，声威大震。八月，慕容白曜从瑕丘（今山东省济宁市兖州区东北）引兵攻刘宋历城（今山东济南市），守将崔道固城拒魏，坚守不降，慕容白曜围困历城。长孙陵等率军攻刘宋东阳（今山东青州市），守将沈文秀请降，长孙陵等入东阳西廓，纵兵暴掠。沈文秀见状反悔，闭城拒守，反击魏军，长孙陵等退屯清水以西，多次攻打东阳不克。468年二月，慕容白曜攻克历城东廓，崔道固出降。三月，慕容白曜进军东阳。八月，宋明帝以沈文秀之弟、征北中兵参军沈文静为辅国将军，统高密等五郡军事，自海路救东阳。兵至不其城（今山东青岛市崂山区西北），为魏军所阻，只得保城自固。魏军攻打，不克。十二月，魏军攻下不其城，杀沈文静，进入东城西廓。469年正月，东阳被魏军围困三年，沈文秀在外无救援的情况下，和士卒一起昼夜苦战，将士无一离叛。魏军继续强攻，破城而入，俘获沈文秀，慕容白曜将其锁送平城（今山西省大同市东北）。自此，刘宋青州、冀州之地尽入北魏。